# Тадијус Јанг
Тадијус Чарлс Јанг Старији (енгл. Thaddeus Charles Young Sr; Њу Орлеанс, Луизијана, 21. јун 1988) амерички је кошаркаш. Игра на позицији крилног центра, а тренутно је без ангажмана.

## Успеси

### Појединачни
- Идеални тим новајлија НБА — друга постава: 2007/08.